# Thomas Keinath
Thomas Keinath (Hanau, West-Duitsland, 31 augustus 1977) is een Duits / Slowaaks (vanaf 2007) professioneel tafeltennisser.
Namens Slowakije heeft hij deelgenomen aan de wereldkampioenschappen tafeltennis in 2007, 2008 en 2009.

## Belangrijkste resultaten
- Brons in het mannen dubbelspel op de Europese kampioenschappen 2000 met Lars Hielscher namens Duitsland.